# هولي وودوارد بالارد
هولي بالارد هي عالمة حفريات وعالمة انسجة أمريكية.

## سيرة شخصية
بالارد هي بروفيسورة علم انسجة الحفريات بجامعة ولاية أوكلاهوما بالولايات المتحدة الأمريكية، ومعروفة بإسهاماتها في مجال علم الحفريات، وخاصة في دراسة الهياكل الحفرية باستخدام الطرق المجهرية لأنسجة العظام المتحفرة لفهم نمو وتطور الحيوانات المنقرضة.